# International Standards for Neurological Classification of Spinal Cord Injury
Die International Standards for Neurological Classification of Spinal Cord Injury (ISNCSCI) sind ein System zur Klassifikation von Rückenmarksschäden, das von der American Spinal Injury Association (ASIA) herausgegeben wird. Das Ergebnis der Klassifikation wird gemäß der ASIA Impairment Scale (AIS) angegeben. Seit ihrer Erstveröffentlichung 1982 sind mehrere Revisionen erschienen, zuletzt im Jahr 2019. Die ISNCSCI werden von der International Spinal Cord Society empfohlen und gelten heute als Goldstandard bei der Beurteilung von Rückenmarksverletzungen.

## Geschichte

### Vom Frankel-Schema zu den ersten ASIA-Standards
Die AIS stellt eine Weiterentwicklung des 1969 veröffentlichten Frankel-Schemas dar. Übernommen wurde die Einteilung in fünf Schweregrade (A–E), ergänzt um ein Scoring-System zur besseren Abgrenzung der Schweregrade. Für die Bewertung der Motorik konnte dabei auf den 1979 entwickelten Neurotrauma Motor Index der amerikanischen Neurochirurgen John T. Lucas und Thomas B. Ducker zurückgegriffen werden, der sich zur Beurteilung der Funktion festgelegter Kennmuskeln eines sechsstufigen Punkteschemas bedient, das bereits seit 1946 gebräuchlich war und auch dem Muskelfunktionstest des tschechischen Rehabilitationsmediziners Vladimír Janda zugrunde liegt. Ergänzt wurde ein Schema zur Bewertung der Sensibilität von zunächst 29 Dermatomen. Für Rückenmarkssyndrome mit unvollständiger Lähmung wurden – zusätzlich zu den Begriffen „Paraplegie“ und „Quadriplegie“ für vollständige Lähmungen – die Begriffe „Paraparese“ und „Quadraparese“ verwandt und genauer festgelegt, wie sie im Rahmen des Klassifikationsschemas zu berücksichtigen sind. 1987 folgte eine nur geringfügig veränderte Neuauflage.
Nachdem sich herausgestellt hatte, dass die bisherigen Standards in der Praxis selbst von sehr erfahrenen Ärzten ganz unterschiedlich gehandhabt wurden, wurden diese von der ASIA 1989 in mehreren Punkten abgewandelt oder klargestellt. Seitdem wird bei der Definition des neurologischen Verletzungsniveaus klar unterschieden zwischen motorischem und sensorischem Niveau links und rechts. Als zone of partial preservation (ZPP) gilt der Bereich, in dem zumindest teilweise noch motorische oder sensible Funktion erhalten ist; sie kann sich über bis zu drei zusammenhängende Segmente kaudal des Verletzungsniveaus erstrecken. Außerdem wurden die Stellen anatomisch genau festgelegt, an denen die Sensibilität getestet werden sollte, nachdem zuvor nur grob auf die jeweiligen Dermatome verwiesen worden war. Die perianalen Dermatome S4 und S5 wurden zu einem zusammengefasst und die Bewertung des Myotoms C5 erfolgt nur noch anhand des Bizeps. Vom Gebrauch der Begriffe „Paraparese“ und „Quadraparese“ wurde wieder Abstand genommen, da sie unvollständige Rückenmarksschäden nur unzureichend beschreiben.

### Internationale Standardisierung
Im Jahre 1990 zeichnete sich mit Erscheinen der multizentrischen NASCIS-II-Studie ab, dass eine weitere Revision nötig werden würde. Nach über zwanzig Jahren Forschung hatte sich mit Methylprednisolon erstmals ein Arzneistoff als vielversprechender Kandidat zur medikamentösen Behandlung einiger neurologischer Folgeschäden nach akuten Rückenmarksverletzungen gezeigt. Inkonsistenzen beim Scoring der Muskelfunktionen beschränkten jedoch die Vergleichbarkeit von Ergebnissen, zudem war nicht erhoben worden, inwieweit sich neurologisch messbare Veränderungen bei den untersuchten Patienten für diese auch in eine praktische Verbesserung ihrer Alltagsfähigkeiten übersetzten. Auf Initiative der ASIA wurde ein Komitee gegründet, an dem auch der Vorsitzende der International Medical Society of Paraplegia (IMSoP) – der späteren International Spinal Cord Society (ISCoS) – teilnahm, um international einheitliche Standards zu entwickeln.
Mit der vierten Auflage von 1992 wurde das Kriterium zur Abgrenzung vollständiger und unvollständiger Rückenmarksschäden dahingehend abgeändert, dass es für den vollständigen Querschnitt (Grad E) nun nur noch darauf ankommt, dass im perianalen Segment S4/S5 weder motorische noch sensorische Funktionen erhalten sind (kein sog. sacral sparing). Der Grund hierfür war, dass sich diese Definition vollständigen Schadens als die insoweit stabilere Definition erwiesen hatte, als dass so weniger Patienten erst im weiteren Verlauf von „unvollständig“ nach „vollständig“ wechseln. Infolge dieser Änderung wurde die bisher als „modifizierte Frankel-Skala“ bezeichnete Skala in ASIA Impairment Scale umbenannt. Für die Beurteilung der Sensibilität wurde ein sensorischer Score mit dreistufigem Punkteschema eingeführt. Weitere Änderungen betrafen die Berücksichtigung schmerzbedingter Hemmung im motorischen Score und die Definition der ZPP. Außerdem wurden in den Standards optionale Tests hinzugefügt, der FIM-Score zur Bewertung der funktionellen Behinderung im Alltag aufgenommen und die Bezeichnung „Tetraplegie“ anstelle von „Quadriplegie“ empfohlen. Im gleichen Jahr wurde das neue Klassifikationssystem von der IMSoP anerkannt, all ihren Mitgliedsorganisationen zur Übernahme empfohlen und fürderhin International Standards for Neurological and Functional Classification of Spinal Cord Injury genannt. 1994 erschien erstmals ein Referenzhandbuch sowie Schulungsvideos dazu, wie die Untersuchung durchzuführen ist. Um auf Fragen und Kritik aus dem stark gewachsenen Anwenderkreis reagieren zu können und zukünftig notwendige Revisionen vorzubereiten, wurde von der ASIA ein ständiger Ausschuss eingerichtet.

### Neuerungen seit 1996
Bei der nächsten Revision 1996 wurde klargestellt, wie im Motor-Score damit umzugehen ist, wenn Kennmuskeln aus anderen Gründen als gestörter Innervation nicht voll funktionsfähig sind; ferner, dass im Falle von Myotomen, die nicht durch manuelle Untersuchung von Kennmuskeln getestet werden können (C1–C4, T2–L1, S3–S5), das motorische Niveau sich am sensorischen orientiert. Nachdem 1997 mit dem Spinal Cord Independence Measure (SCIM) eine speziell für das funktionelle Assessment bei Rückenmarksschäden Variante des FIM vorgeschlagen wurde, verschwand der unspezifische FIM bei der folgenden Revision 2000 wieder aus den Standards, welche seitdem nur noch International Standards for Neurological Classification of Spinal Cord Injury heißen. Im Jahr 2003 wurde eine Neuauflage des Referenzhandbuchs herausgegeben. Nachdrucke der 2000er Standards mit geringfügigen Anpassungen gab es in den Jahren 2002, 2006 und 2008. Im Jahr 2010 wurde ein E-Learning-Programm zur Anwendung der ISNCSCI namens International Standards Training e-Learning Program (InSTeP) veröffentlicht.
Die nächste größere Revision folgte 2011. Neben verschiedenen Klarstellungen brachte sie auch einige inhaltliche Veränderungen: Die Ergebnisse einer Studie zur Reliabilität der anorektalen Untersuchung bei rückenmarksgeschädigten Kindern und Jugendlichen hatten eine zusätzliche Frage nach der Validität des Testkriteriums aufgeworfen, nämlich inwieweit Kinder überhaupt den eigentlichen Druck auf die Rektalwand von weiteren Reaktionen des vegetativen Nervensystems unterscheiden können, die durch die Untersuchung ausgelöst werden. Infolgedessen wurde in den ISNCSCI deep anal sensation durch deep anal pressure (DAP) ersetzt, um sicherzustellen, dass Untersucher nur sanften Druck ausüben, um tatsächlich die anale Empfindungsfähigkeit zu testen und nicht die Wahrnehmung vegetativer Reaktionen auf zu forsches Vorgehen bei der Untersuchung. Weitere Änderungen betrafen die Zuweisung von C1 als neurologisches Niveau, die Verzichtbarkeit des DAP-Tests bei vorhandener äußerer Empfindsamkeit des Dermatoms S4/S5, die Definition der ZPP bei AIS-Grad A, sowie den Beurteilungsbogen. Ein Update zur siebten Version erschien 2015.
Die achte Version wurde 2019 veröffentlicht. Zu den wesentlichen Änderungen gehört, dass Einschränkungen, die nicht auf einen Rückenmarksschaden zurückzuführen sind, nunmehr bei allen AIS-Graden mitklassifiziert werden können, indem diese mit einem Sternchen markiert werden (wie bisher nur bei Grad 5); außerdem wurde die Definition der ZPP an neue Forschungsergebnisse angepasst, um ihren prognostischen Wert zu verbessern.